# Rudnea (Novîna), Korosten
Rudnea (în ucraineană Рудня) este un sat în comuna Novîna din raionul Korosten, regiunea Jîtomîr, Ucraina.

## Demografie
Componența lingvistică a localității Rudnea
     Ucraineană (95,56%)
     Rusă (2,22%)
     Română (2,22%)
Conform recensământului din 2001, majoritatea populației localității Rudnea era vorbitoare de ucraineană (95,56%), existând în minoritate și vorbitori de rusă (2,22%) și română (2,22%).